# Pseudatemelia subgilvida
Pseudatemelia subgilvida is een vlinder uit de familie zaksikkelmotten (Lypusidae). De wetenschappelijke naam is voor het eerst geldig gepubliceerd in 1901 door Walsingham.
De soort komt voor in Europa.